# Хуан Хосе Суньїга
Хуан Хосе Суньїга Масіас (ісп. Juan José Zúñiga; нар. 30 вересня 1968, Унсія, Потосі, Болівія) — офіцер болівійської армії, з листопада 2022 року до червня 2024 року — генерал болівійської армії, який очолив спробу державного перевороту.

## Біографія

### Ранні роки
Народився в муніципалітеті Унсія, Болівія. Після здобуття середньої освіти вступив до лав болівійської армії та 1990 року закінчив навчання, посівши 48-ме місце серед 65 офіцерів.

### Військова кар'єра
Служив полковником полку REIM-23 Макса Толедо з 2012 по 2013 рік. Його звинуватили у розкраданні 2,7 мільйона болівійських болівано, а також у виїзді за кордон без дозволу під час перебування на посаді. Потім працював поліціянтом.
Після служби на посаді начальника штабу та бригадного генерала, призначений командувачем болівійської армії указом Луїса Арсе від 1 листопада 2022 року.

## Конфлікт з Ево Моралесом

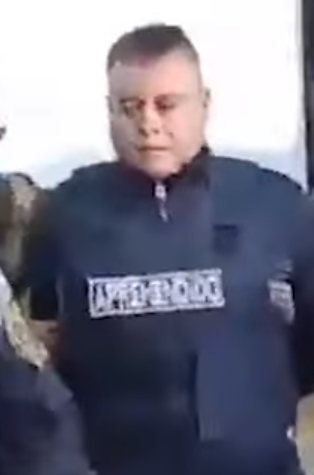
Затриманий Суньїга після спроби державного перевороту 2024 року

24 червня 2024 року оголосив, що Збройні сили Болівії заарештують колишнього президента Ево Моралеса, якщо він висуватиме свою кандидатуру на президентських виборах 2025 року. У погрозах Суньїга назвав колишнього президента «зрадником» і звинуватив його у підготовці революції проти чинного уряду, і додав, що Конституція Болівії не дозволить Моралесу повернутися до влади. 25 червня 2024 року Суньїгу звільнили з посади командного генерала.
До цього Моралес звинувачував Суньїгу, що той очолював військову організацію «Пачайчо», і планував ліквідацію колишнього президента в рамках «чорного плану» проти лідерів виробництва коки та політичних опонентів.

## Спроба державного перевороту 2024 року
Очолив спробу державного перевороту в Болівії 26 червня 2024 року, спрямованої на «відновлення демократії». Президент Луїс Арсе закликав Суньїгу демобілізувати солдатів, які захопили головну площу Ла-Паса. Після арешту Суньїги, він стверджував, що 23 червня — до початку подій, зустрівся з Луїсом Арсе. За словами Суньїги, на зустрічі Арсе заявив, що для підвищення своєї популярності спробує здійснити самопереворот і наказав Суньїзі допомогти в цьому, розгорнувши танки на вулицях.
Суньїгу позбавили звання і разом з кількома іншими підозрюваними ув'язнили.